# Getawan

S
Getawan – wieś w Armenii, w prowincji Lorri. W 2011 roku liczyła 80 mieszkańców.